# Lunacy (альбом Luna Sea)
Lunacy («Безумие») — седьмой студийный альбом японской группы Luna Sea, выпущенный 12 июля 2000 года. Альбом достиг #3 позиции в чарте Oricon и оказался последним альбомом группы после её распада. Альбом был повторно перезаписан 19 декабря 2007 года.
Примечательно, что до своего официального названия — «Luna Sea», группа называлась Lunacy.

## Список композиций
Слова и музыка всех песен — Luna Sea.
| №   | Название                                 | Длительность |
| --- | ---------------------------------------- | ------------ |
| 1.  | «Be Awake»                               | 4:04         |
| 2.  | «Sweetest Coma Again совмес. с DJ Krush» | 5:07         |
| 3.  | «Gravity»                                | 5:37         |
| 4.  | «Kiss совмес. с DJ Krush»                | 6:45         |
| 5.  | «4:00 AM»                                | 5:33         |
| 6.  | «Virgin Mary»                            | 9:15         |
| 7.  | «White Out»                              | 4:04         |
| 8.  | «A Vision»                               | 4:41         |
| 9.  | «Feel»                                   | 4:38         |
| 10. | «Tonight»                                | 3:03         |
| 11. | «Crazy About You»                        | 5:34         |